# Austroaeschna christine
Austroaeschna christine är en trollsländeart som beskrevs av Günther Theischinger 1993. Austroaeschna christine ingår i släktet Austroaeschna och familjen mosaiktrollsländor. Inga underarter finns listade i Catalogue of Life.